# 新华街道 (哈尔滨市)
新华街道是中国黑龙江省哈尔滨市道里区下辖的一个街道，位于道里区西部，紧邻共乐街道，西与工农街道、城乡路街道隔河相望。街道辖区面积2.63平方公里，共有住户一万两千多户，人口38173人。